# Девід Фокс (плавець)
Девід Фокс (англ. David Fox, 25 лютого 1971) — американський плавець.
Олімпійський чемпіон 1996 року.
Призер Чемпіонату світу з плавання на короткій воді 1993 року.
Переможець Пантихоокеанського чемпіонату з плавання 1993, 1995 років, призер 1997 року.
Переможець літньої Універсіади 1993 року.